# هورتون يسمع من! (رواية)
هورتون يسمع من! (بالإنجليزية: Horton Hears a Who!) هو كتاب للأطفال صدر عام 1954 من قبل الدكتور سوس، وهو الكتاب الكتاب الثاني الذي يظهر (الفيل هورتون).

بعد الحرب العالمية الثانية، كان دكتور سوس قادرا على تجاوز مشاعر العداء تجاه اليابان، وذلك باستخدام هذا الكتاب كرمز لما بعد حرب احتلال اليابان من قبل قوات الحلفاء بقيادة أمريكا، بالإضافة إلى إهدائه الكتاب لصديق ياباني.

في عام 2008 تحول الكتاب إلى فيلم هورتون يسمع من! أخرجه المخرج الكندي جيمي هيوارد

## القصة
يتعجب (الفيل هورتون) عندما يسمع صرخة قادمة من ذرة تراب أثناء تجوله في الغابة، أدرك (الفيل هورتون) أن الذرة هي مدينة صغيرة يسكنها سكان صغار.

يتحدث إليه عمدة المدينة، ويشرح له أنهم كائنات "الهو"، وأن أحجامهم متناهية الصغر، ويطلب منه حماية الذرة وحفظها في مكان آمن.

يجد (هورتون) مكانا آمنا للذرة، ويعد العمدة بحمايتهم، لكن هذا الأمر يزعج (الكنغر سور)؛ فهي ترى أن (هورتون) بات يقول أشياء غير قابلة للتصديق، ويجب إيقافه، فتحشد سكان الغابة ليحكموا عليه بالحبس، ورمي الذرة في قدرٍ من الزيت المغلي أمامه لينسى هذه الفكرة تماما.

## شخصيات الرواية
- فيل
- كنغر
- سنجاب
- دوري شائع
- ظبي
- قرد المكاك
- عقبان حقيقية